# Вернись, малышка Шеба
«Вернись, малышка Шеба» (англ. Come Back, Little Sheba) — фильм-драма режиссёра Дэниэла Манна, США, 1953 год. Снят по одноимённой пьесе Уильяма Инджа. Картина получила большое количество национальных и международных кинонаград. Он рассказывает историю брака без любви, которая потрясает, когда молодая женщина снимает комнату в доме пары. В фильме снимались Берт Ланкастер с Терри Муром и Ричард Якель. Ширли Бут дебютирует в кино, и благодаря хорошей игре в этом фильме получила премию «Оскар» за Лучшую женскую роль.
Фильм был адаптирован Кетти Фрингс из одноимённой пьесы 1950 года Уильяма Инджи и был снят режиссёром Даниэлем Манном (дебютировав в качестве режиссера).

## Сюжет
«Док» Дилейни (Берт Ланкастер) — выздоравливающий алкоголик, женатый на Лоле (Ширли Бут). Док когда-то был многообещающим студентом-медиком, но бросил колледж, когда Лола забеременела от него, и женился на ней, потому что отец выгнал её из дома. Ребенок позже умер, и в этом процессе Лола не смогла иметь больше детей. Док провёл следующие несколько лет, выпивая боль, в процессе разрушая свою карьеру и тратя свое наследство от своих родителей на алкоголь. В конце концов он присоединился к анонимным алкоголикам и смог бросить пить, хотя он всё ещё держит бутылку в доме как напоминание о том, что пьянство сделало с его жизнью.
Мари (Терри Мур) — молодая студентка колледжа, которая арендует свободную комнату у Делани. Однажды она приводит домой молодого человека, Така Фишера (Ричард Якель), звезду в легкоатлетической команде. Он одет в свой спортивный костюм, который демонстрирует его мышцы, так как она намерена использовать его в качестве модели фигуры для плаката, который она делает для крупного спортивного соревнования, проводимого в городе. Миссис Делани поощряет пару в их модельной сессии, хотя док, который входит, чтобы найти турка под одеждой, думает, что это граничит с порнографией. Позже, когда Мари и Турк уезжают, выясняется, что Мари обручена с другим мужчиной, Брюсом, который уехал, но вскоре должен вернуться.
По мере того как увлечение Мари Терком растет, док начинает волноваться. Лола напоминает ему, что Мари очень похожа на ту, какой она была в молодости, до того, как стала «старой, толстой и неряшливой». Док успокаивается, но по-прежнему выражает свое неодобрение тем, что Мари встречается с другим мальчиком, пока Брюс в отъезде.
Однажды вечером Так и Мари возвращаются со школьных танцев. Мари забыла свой ключ, поэтому Турк вошел через окно, отпер входную дверь и впустил Мари. Они прокрадываются в комнату Мари. Док видит их вместе и, глубоко расстроенный, возвращается на кухню и тянется за своей бутылкой, спрятанной в шкафу. Тем временем Мари меняет своё мнение о Таке и просит его уйти. Он называет её «дразнящей» и пытается навязать себя ей, но безуспешно. Он уходит, незамеченным Доком, через окно.
На следующее утро Док достает из шкафа виски, к которому не притрагивался целый год, и исчезает на несколько часов, пропустив ужин, который Лола запланировала для Мэри и Брюса. Он возвращается в пьяном гневе, набрасываясь на Лолу и угрожая ей ножом. Она умудряется позвонить двум друзьям Дока, чтобы отвезти его в больницу. Когда он следует за ней в гостиную, Док спотыкается и роняет нож, а затем теряет сознание, пытаясь задушить её. Сосед слышит шум и подбегает к ним, как раз в тот момент, когда двое мужчин пришли забрать бредящего Дока.
На следующий день потрясённая Лола звонит своей матери, чтобы узнать, может ли она остаться там на несколько дней, но узнает, что отец всё ещё не приветствует её в семейном доме. Её мать предлагает приехать к Лоле, но та отказывается. Брюс возвращается и увозит Мари, где они поженятся. Её рисунок фигурирует в спортивном плакате, и Турк становится звездой соревнований. Док возвращается из больницы, и его приветствует Лола. Она снова возвращается к роли любящей жены, подробно описывая различные вещи, которые она готовит ему на завтрак. Он понимает, что все-таки любит её, и умоляет никогда не покидать его. Лола обещает остаться с ним навсегда, а он говорит: «Хорошо быть дома».

## В ролях
- Берт Ланкастер — Док Делани
- Ширли Бут — Лола Делани
- Терри Мур — Мари Бакхолдер
- Ричард Джекел — Так Фишер
- Филип Обер — Эд Андерсон

## Награды
- 1952 год — премия New York Film Critics Circle. Победа: Ширли Бут — лучшая женская роль.
- 1953 год — кинопремия «Оскар». Победа: Ширли Бут — лучшая актриса в главной роли. Номинации: Терри Мур — за лучшую женскую роль второго плана, Варрен Лоу — лучший монтаж.
- 1953 год — премия «Золотой глобус». Победа: Ширли Бут — за лучшую женскую роль в драме. Номинация — лучший фильм-драма.
- 1953 год — Каннский кинофестиваль. Победа: призы за лучший драматический фильм в международном конкурсе и за актёрское мастерство Ширли Бут. Номинация картины на Золотую пальмовую ветвь.
- 1954 год — кинопремия БАФТА. Номинации — лучший фильм и лучшая иностранная актриса.

## Критика
Экранный дебют Ширли Бут получил единодушную оценку критиков. Босли Кроутер из The New York Times писал: «Нельзя сказать достаточно о превосходной игре, которую мисс Бут демонстрирует в ее первом появлении на экране, что само по себе является чем-то вроде неожиданности. Ее искусное и умелое создание образа незрелой, сентиментальной, ленивой домохозяйки — это визуализация в лучшем виде». Критик из Variety написал: «Ширли Бут обладает замечательным даром — никогда не казаться актером».

## Дополнительные факты
Телевизионная версия оригинальной пьесы была снята в 1977 году, в главных ролях с Лоуренс Оливье, Джоан Вудворд и Кэрри Фишер. Режиссёром телесериала выступил Сильвио Нариццано.
Пьеса была интегрирована в эскиз на «The Colgate Comedy Hour», в котором играли Дин Мартин, Джерри Льюис и Берт Ланкастер.